# Caraman
Caraman – miejscowość i gmina we Francji, w regionie Oksytania, w departamencie Górna Garonna.
Według danych na rok 1990 gminę zamieszkiwało 1765 osób, a gęstość zaludnienia wynosiła 58 osób/km² (wśród 3020 gmin regionu Midi-Pireneje Caraman plasuje się na 205. miejscu pod względem liczby ludności, natomiast pod względem powierzchni na miejscu 297.).

## Zabytki

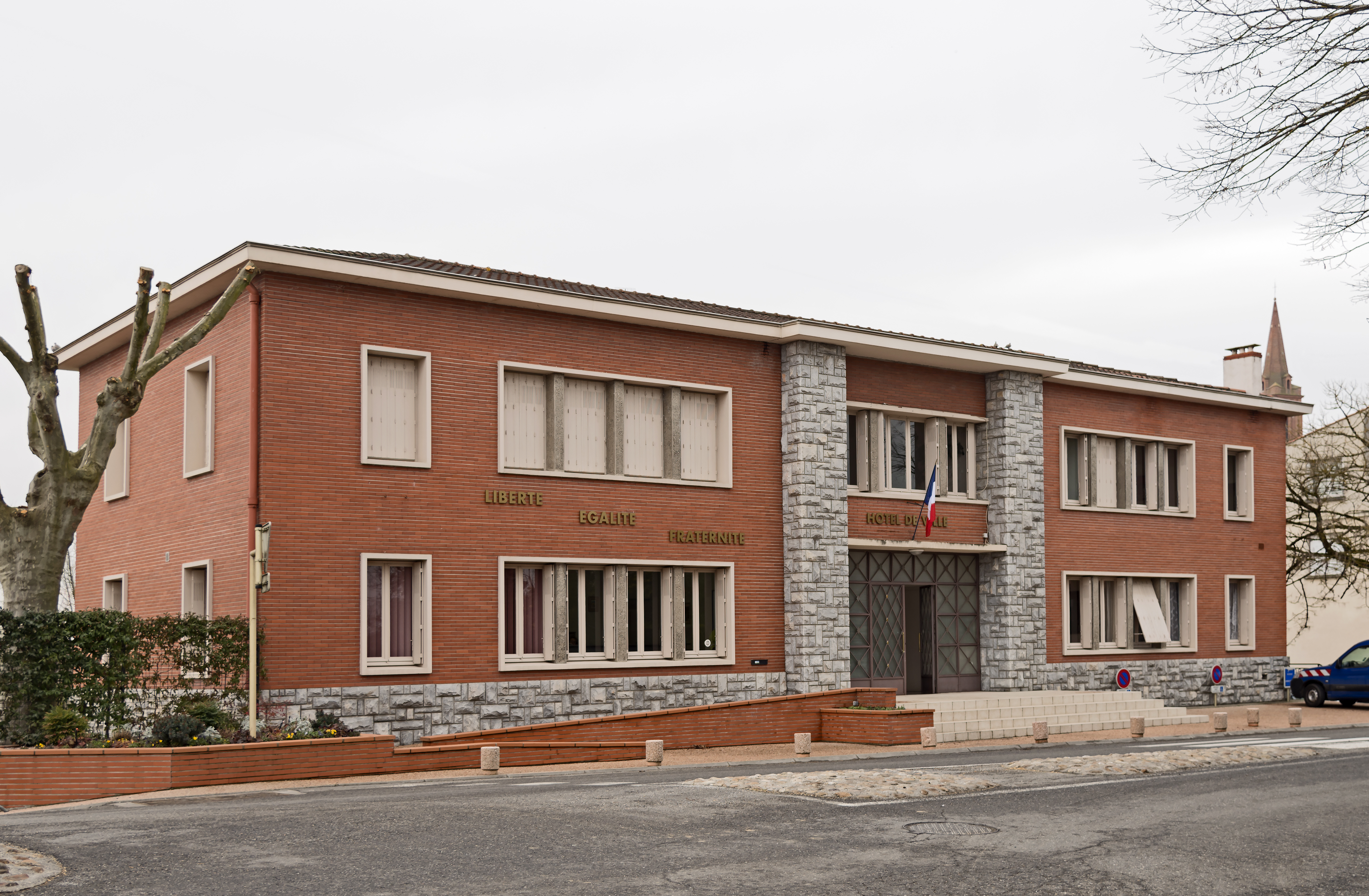
Ratusz
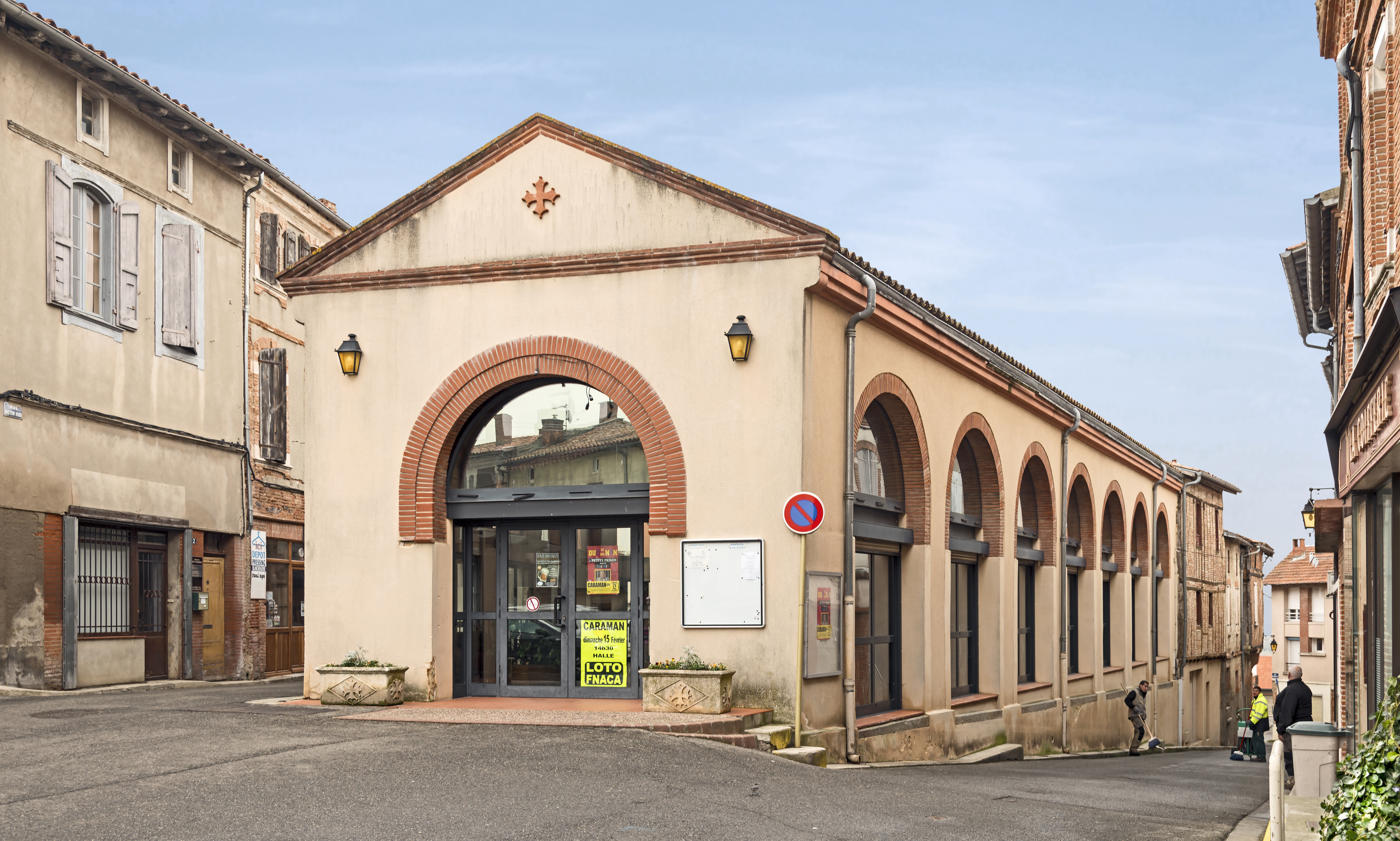
Pokryte rynku
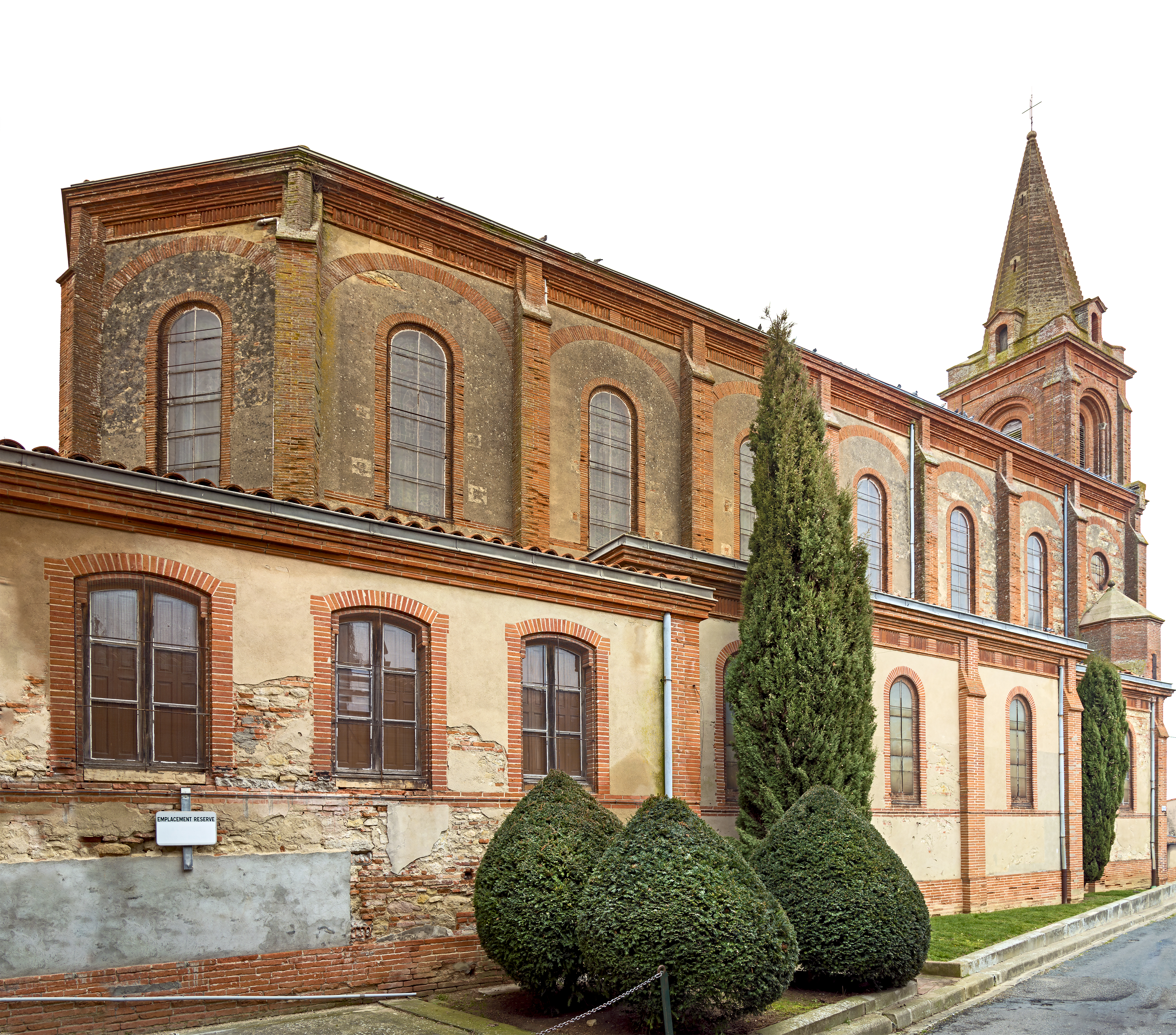
Kościół Saint-Pierre
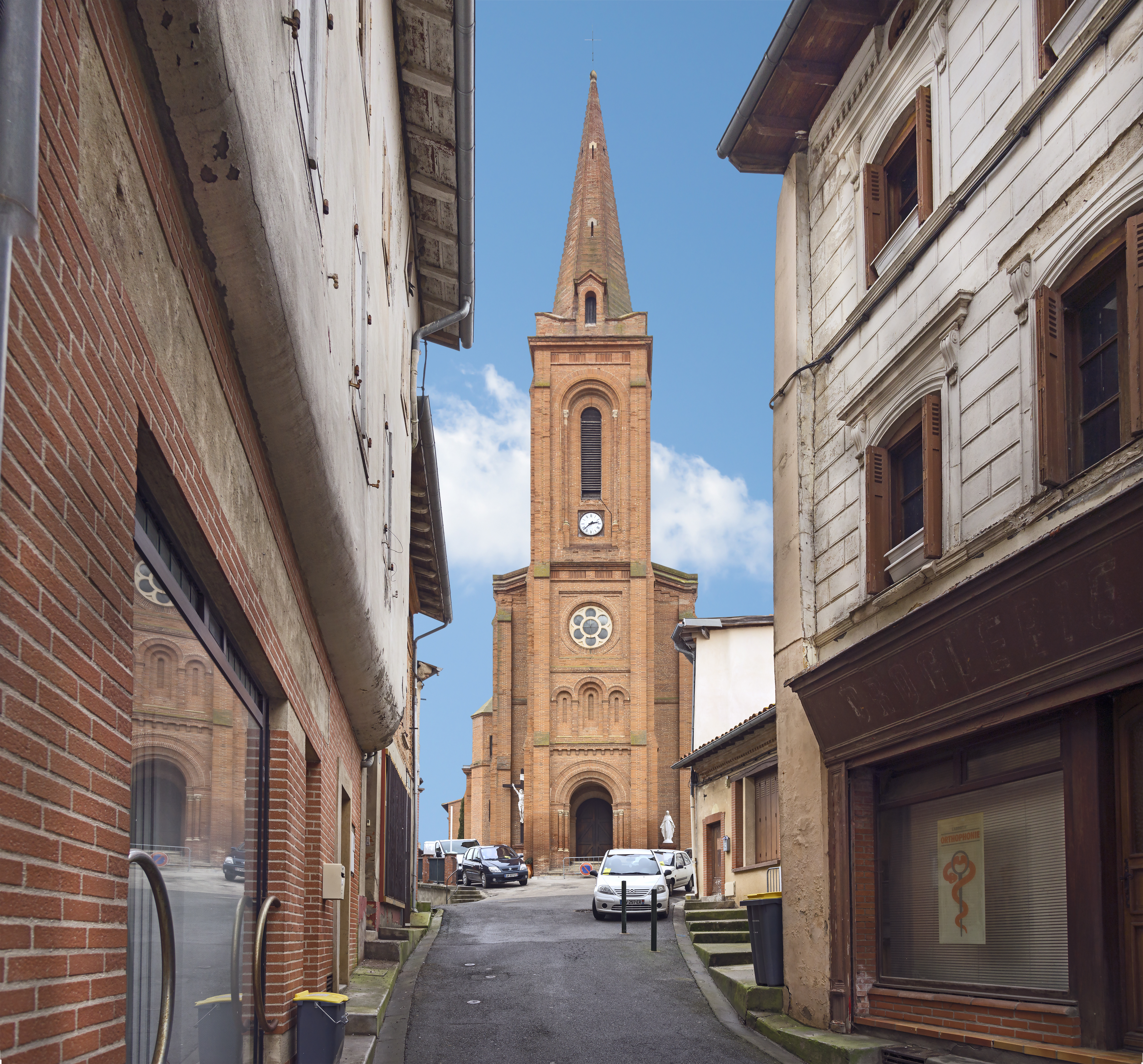
Dzwonnica
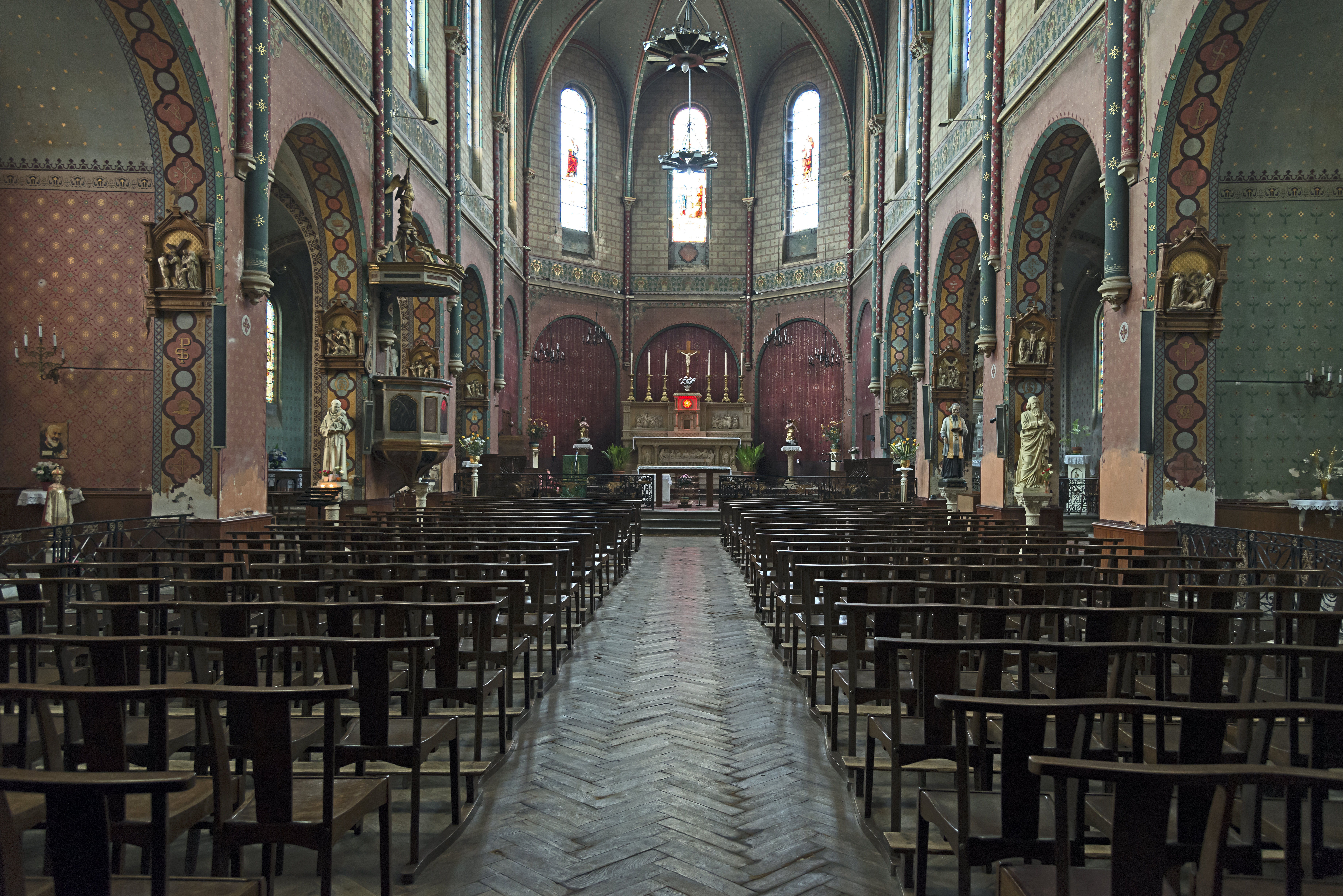
Nawa
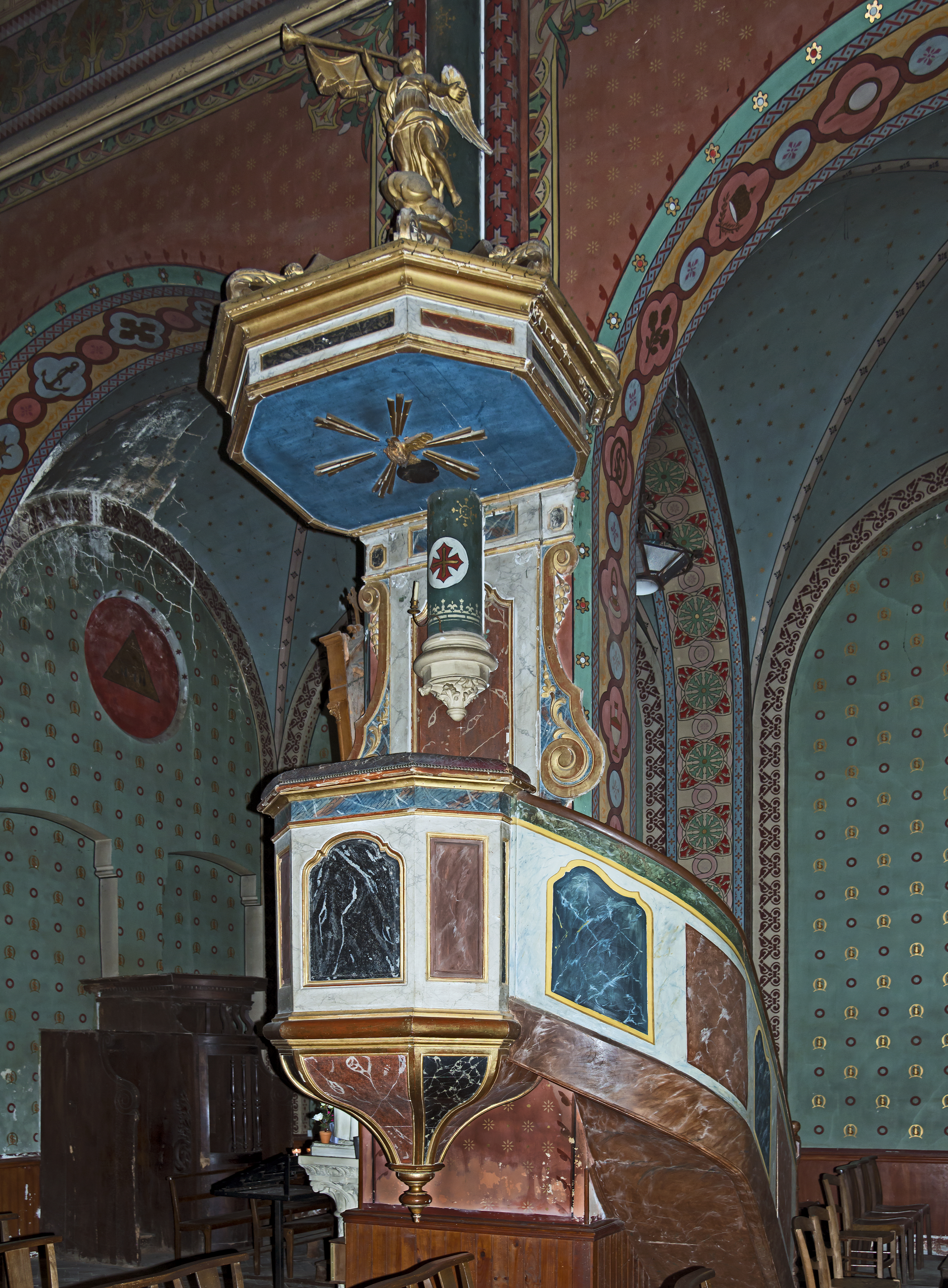
Ambona